# Анна Григорович
Ганна Володимирівна Григорович, відома як Анна Григорович (*3 березня 1973, м.Харків) —  українська письменниця, казкарка, поетеса, членкиня Національної спілки письменників України, лауреатка літературно-мистецьких премій.

## Біографія
Народилася 03 березня 1973 в Харкові, в професорській родині. 
В 1990 році закінчила Харківську загальноосвітню школу І-ІІІ ступенів № 67. Здобула вищу технічну освіту в Харківському політехнічному інституті (1995 р.) і вищу теологічну освіту в Інституті розвитку християнського лідерства (2005 р.)
Одружена з Русланом Григоровичем, старшим пастором християнської євангельської церкви «Слово Життя», м. Черкаси. Подружжя проживає в Черкасах, має двох дорослих дітей.

## Творчість
Казкарка Анна Григорович відома також як авторка і виконавиця пісень. Її творчість представлена на різних вебсайтах; вірші, проза та статті друкуються в паперових журналах і альманахах. Друкувалася у журналі «Жінка». 
Анна Григорович часта гостя на телебаченні, на музично-поетичних фестивалях, проводить творчі зустрічі та авторську казкотерапію з дітьми та дорослими, співпрацює з громадськими організаціями та благодійними фондами, бере активну участь у благодійних акціях та проєктах.

Є членкинею міжнародної організації Rotary і бере активну участь у благодійних акціях та проєктах цієї організації.

У казкових повістях Анни Григорович глибокий сенс і поетичність поєднуються з дотепним гумором і захопливим пригодницьким сюжетом. Хоча події казок відбуваються у вигаданому світі під назвою Гріандія, Григорович доповнює фентезі розповідями про історичну реальність. На прикладі своїх персонажів авторка надихає читачів у будь-яких обставинах віднаходити радість і надію. Авторка створила цілий казковий світ під назвою Гріандія. В цьому світі Україна є прообразом Лікодонії, а столиця Лікодонії, Каштанове місто, — майже копія Києва.

Казкові повісті Анни Григорович із циклу «Таємнича Гріандія» друкує харківське видавництво «АССА». Першу книжку із цього циклу під назвою «Три дні з життя Єви» в 2020 році було включено до переліку книг для поповнення бібліотечних фондів, затвердженого Міністерством культури та інформаційної політики України. 

З лютого 2022 року — від початку повномасштабого російського вторгнення в Україну — Анна Григорович активно бере участь у програмах психологічної підтримки дітей та їхніх батьків у воєнний час, в програмах по підтримці внутрішньо переміщених осіб. І в рідному місті, і за його межами вона регулярно проводить заняття авторською казкотерапією для дітей та дорослих. Зустрічається зі школярами в школах та бібліотеках.  

Наразі авторка працює над наступними книгами із циклу «Таємнича Гріандія». Кожна книга циклу міститиме QR-коди для прослуховування класичної фортепіанної музики у виконанні київського піаніста та педагога Андрія Луньова. 
Надруковані казкові повісті:
- «Зелений трамвай» (Видавництво Юлії Чабаненко, м. Черкаси);
- «Чудесна дудочка, або Незвичайна експедиція до зачаклованого королівства» (Видавництво Юлії Чабаненко, м. Черкаси);
- «Чарівні пригоди конячки Камелії та зоряних дітей» — казкова повість, де серед головних героїв — діти з інвалідністю. (Видавництво Юлії Чабаненко, м. Черкаси).

У 2016 р. завдяки міському гранту книга була розповсюджена по всіх школах та дитячих бібліотеках м. Черкаси.
- «Прекрасна мрія Камелії» — книга-білінгва, видана в Польщі одночасно двома мовами, українською та польською.

Видання книги здійснено польським Товариством Підтримки Регіонального Розвитку «Разом для Регіону» (м. Єленя-Гура) за підтримки адміністрації Карконоського повіту.
- «Дід Сніжан, вірус-папірус та будиночок тітоньки Дрохви» — казкове оповідання, надруковане у складі збірки «Моє Різдво. 12 історій про дива, які поряд». (Видавництво «АССА», м. Харків);
- «Три дні з життя Єви» — перша книга із циклу «Таємнича Гріандія» (Видавництво «АССА», м. Харків);[5]
- «Провідник у невідомість» — друга книга із циклу «Таємнича Гріандія» (Видавництво «АССА», м. Харків).

## Відзнаки
- 2023 членкиня Національної спілки письменників України